# Aleksandar Madžar
Aleksandar Madžar (ur. 21 sierpnia 1978 w Barze) – czarnogórski piłkarz występujący na pozycji pomocnika.
Jest wychowankiem FK Mornar Bar. Grał też w: juniorach Crvenej Zvezdy Belgrad, FK Radnički Kragujevac, Radnički Nisz, AEP Pafos, Zagłębia Sosnowiec, OFK Mladenovac, FK Voždovac, FC Vaslui, maltańskich Sliemy Wanderers, Marsaxlokk FC i Floriany FC oraz rodzimego Mogrenu Budva.